# Château de Coislin
Le château de Coislin est une demeure qui se dresse sur la commune française de Campbon dans le département de la Loire-Atlantique, en Pays de la Loire.

## Localisation
Le château est situé sur la route de Quilly (D100), sur la commune de Campbon, dans le département français de la Loire-Atlantique.

## Historique
Le château est le siège du duché-pairie de Coislin, alors tenu par la famille du Cambout ; celle-ci tient cette propriété par le mariage de René du Camboust qui a épousé Françoise Baye. Le dernier des Coislin meurt à Paris en 1873. Sa veuve achète alors le château de Buhel où elle se retire.
Le domaine devient ensuite la propriété de la famille Le Cour Grandmaison.

## Description
Le château de Coislin, tel qu’il se présente actuellement, est édifié en 1894 sur les fondations d’une ancienne construction féodale (XIIe ou XIIIe siècle), par le fils d’un armateur nantais, dénommé Jean-Baptiste Le Cour Grandmaison.
Ce dernier conserve les dépendances et les substructures de deux tours de l’ancien édifice féodal.
À noter le porche en calcaire coquillier qui matérialise l’ancienne entrée du castel médiéval, les écuries (qui pouvaient accueillir une douzaine de chevaux), le logement des gardiens du XVIIe siècle et le pont-levis qui fonctionne encore. La couronne ducale apposée sur le linteau de la porte principale rappelle que ce lieu fut le siège du duché de Coislin qui s’étendait jusqu’à la Vilaine. C’est Louis XIV qui, en 1663, accorde ce titre et ces privilèges à Armand de Cambout, filleul de Richelieu.
En 1636, Dubuisson-Aubenay, lors d'un voyage dans l'ouest mentionne « les jardins, les allées d'arbres de haute futaie ainsi que les douves ». Ces dernières, qui entourent la cour, sont de nos jours végétalisées.

## Chapelle
Il s'agit d'un petit édifice bâti devant le château, orienté vers le nord, le long des douves, et qui s'apparente davantage à une petite grange. Il est pourvu d'un grenier, accessible par une porte, située au nord, et d'un vestibule, accessible par le sud. La chapelle par elle-même est très restreinte et représente la moitié nord du petit édifice. Au nord, se trouve un petit autel en bois garni d'un tabernacle ; à sa droite se trouvent un prie-Dieu en bois et une image de la Vierge ainsi qu'une statue de Saint-Joseph. À la gauche de l'autel, se trouvent l'unique fenêtre, sans vitraux ; la porte, aujourd'hui condamnée, et une image pieuse.